# Перидотит
Перидотит је крупнозрна магматска стена, велике запреминске тежине, која се састоји од оливина и пироксена. Перидотит садржи више од 90% бојених минерала односно не садржи саличне, светле минерале и он је ултрабазична стена, што значи да садржи мање од 45% SiO2. Богат је магнезијумом (Mg), што се одражава у великом уделу магнезијумом богатих оливина. Перидотити се јављају обично у виду великих маса неправилног облика.
Перидотити су доминантне стене у горњем делу Земљиног омотача.